# 白豚貴族ですが前世の記憶が生えたのでひよこな弟育てます
『白豚貴族ですが前世の記憶が生えたのでひよこな弟育てます』（しろぶたきぞくですがぜんせのきおくがはえたのでひよこなおとうとそだてます）は、やしろによる日本のライトノベル。「小説家になろう」にて『白豚貴族だったどうしようもない私に前世の記憶が生えた件』のタイトルで2018年8月より連載されており、書籍版はTOブックスより2020年1月から刊行されている。書籍版のイラストはkeepoutが担当している。「第7回ネット小説大賞」受賞作品。2024年7月時点で電子版を含めたシリーズ累計部数は50万部を突破している。
メディアミックスとして、2020年8月からニコニコ静画内『comicコロナ』でよこわけによるコミカライズの連載が開始されたが、『コロナEX』が開設されると最新話はそちらで掲載されている。2021年春には脚本を沙川りさ、演出を黒田勇樹が担当し、舞台公演が行われた。2024年7月にテレビアニメ化が発表され、2025年4月20日からABEMAで独占配信中。同年7月からテレビ放送も実施されている。

## 登場人物
声の項はテレビアニメのキャスト。
菊乃井鳳蝶
声 - 久野美咲
菊乃井伯爵家長男。5歳。
菊乃井・レグルス・バーンシュタイン
声 - 伊瀬茉莉也、小林千晃（青年）
鳳蝶の母親違いの弟。3歳。
アレクセイ・ロマノフ
声 - 土岐隼一
鳳蝶の家庭教師。帝国認定英雄の称号を持つ冒険者のエルフ。「人間びいきの3バカ」エルフの1人。
百華公主
声 - 豊崎愛生
大地の豊穣を司る癒しと恵みの女神。鳳蝶から姫君と呼ばれている。
アーデルハイド・ロッテンマイヤー
声 - 七緒はるひ
菊乃井家のメイド長。
宇都宮アリス
声 - 引坂理絵
レグルスのお守役として菊乃井家に来たメイド。
ヴィクトル・ショスタコーヴィッチ
声 - 遊佐浩二
麒凰帝国の宮廷音楽師。「人間びいきの3バカ」エルフの1人。鳳蝶のことをあーたんと呼んでいる。
イゴール
声 - 村瀬歩
技術と医薬、風と商業を司る空の神。
イラリオーン・ルビンスキー（イラリヤ・ルビンスカヤ、ラーラ）
声 - 七海ひろき
お作法の先生。「人間びいきの3バカ」エルフの1人。鳳蝶のことをまんまるちゃんと呼んでいる。
鳳蝶の父
声 - 平川大輔
鳳蝶とレグルスの父。
鳳蝶の母
声 - 榎あづさ

セバスチャン・ロワール
声 - 土井正昭
鳳蝶の母の従僕。
モーリス
声 - 髙坂篤志
菊乃井家の料理長。
源三
声 - 手塚秀彰
菊乃井家の庭師。元冒険者。
ドミニク・ローラン
声 - 真木駿一
菊乃井領の冒険者ギルドのギルドマスター。
マリア・クロウ
声 - 安野希世乃
歌手。
フィオレ
声 - 寺島惇太
菊乃井領の料理人兼宿屋の主人。
エリーゼ
声 - 平塚紗依
菊乃井家のメイド。
ヨーゼフ
声 - 炭谷勘吉
菊乃井家の勤め人。
エルザ
声 - 深川芹亜
マリアの侍女。
奏
声 - 松本沙羅
源三の孫。
紡
ソーニャ
氷輪
ロスマリウス
艶陽
イシュト
ネフェルティティ
アンジェラ
ロミオ
ティボルト
マキューシオ
颯
晴（サンダーバード）
ルイ・アントワーヌ・ド・サン=ジュスト
シュネー
リュンヌ
ステラ
美空
シエル
アンナ
ユウリ・ニナガワ
エリック
バーバリアン
ジャヤンタ
カマラ
ウパトラ

## 既刊一覧

### 小説
- やしろ（著）・keepout（イラスト） 『白豚貴族ですが前世の記憶が生えたのでひよこな弟育てます』 TOブックス、既刊15巻（2025年8月20日現在）
  1. 2020年1月10日発売[13]、ISBN 978-4-86472-898-0
  2. 2020年5月9日発売[14]、ISBN 978-4-86472-982-6
  3. 2020年9月19日発売[15]、ISBN 978-4-86699-045-3
  4. 2021年1月20日発売[16]、ISBN 978-4-86699-112-2
  5. 2021年6月10日発売[17]、ISBN 978-4-86699-231-0
  6. 2022年1月20日発売[18]、ISBN 978-4-86699-406-2
  7. 2022年4月20日発売[19]、ISBN 978-4-86699-502-1
  8. 2022年9月20日発売[20]、ISBN 978-4-86699-669-1
  9. 2023年3月10日発売[21]、ISBN 978-4-86699-797-1
  10. 2023年5月20日発売[22]、ISBN 978-4-86699-849-7
  11. 2024年2月15日発売[23]、ISBN 978-4-86794-091-4
  12. 2024年7月20日発売[24]、ISBN 978-4-86794-253-6
  13. 2025年1月15日発売[25]、ISBN 978-4-86794-425-7
  14. 2025年7月1日発売[26]、ISBN 978-4-86794-616-9
  15. 2025年8月20日発売[27]、ISBN 978-4-86794-671-8

### 漫画
- やしろ（原作）・よこわけ（作画）・keepout（キャラクター原案） 『白豚貴族ですが前世の記憶が生えたのでひよこな弟育てます』 TOブックス〈コロナ・コミックス〉、既刊7巻（2025年7月1日現在）
  1. 2021年3月1日発売[28][29]、ISBN 978-4-86699-162-7
  2. 2021年11月1日発売[30]、ISBN 978-4-86699-362-1
  3. 2022年6月15日発売[31]、ISBN 978-4-86699-546-5
  4. 2023年5月15日発売[32]、ISBN 978-4-86699-843-5
  5. 2024年2月15日発売[33]、ISBN 978-4-86794-086-0
  6. 2025年1月15日発売[34]、ISBN 978-4-86794-406-6
  7. 2025年7月1日発売[35]、ISBN 978-4-86794-605-3

## ドラマCD
2024年7月20日にTOブックスのオンラインストア限定で発売される。

### キャスト（ドラマCD）
- 鳳蝶：久野美咲
- レグルス：伊瀬茉莉也
- アレクセイ・ロマノフ：土岐隼一
- 百華公主：豊崎愛生
- ロッテンマイヤー：七緒はるひ
- 宇都宮アリス：引坂理絵
- 鳳蝶の父：平川大輔
- 鳳蝶の母：榎あづさ
- セバスチャン：土井正昭
- ドミニク・ローラン：真木駿一
- 『俺』：石谷春貴
- 青年レグルス：小林千晃

## 舞台

### 2021年公演
2021年3月24日 - 28日（全9公演）、新宿村LIVE。
舞台公演の模様を収録したDVDが2021年9月24日に発売された。

#### キャスト（2021年）
- 鳳蝶：室将也[38]
- レグルス：西川音央[39]
- アレクセイ・ロマノフ：岩田知樹[40]
- 百華公主：植田慎一郎[41]
- 宇都宮アリス：草場愛[42]
- ゲルダ：石川凜果[43]
- ロッテンマイヤー：神木彩良[44]
- 鳳蝶の母：斉藤ひかり[45]
- ヴィクトル：菅野勇城[46]
- カイ：松山拳也[47]
- ロミオ：清水弘樹[48]
- ラーラ：日下部美愛[49]
- ぴよちゃん（使い魔）：中三川雄介[50]
- セバスチャン：増田匡紀[51]
- ティボルト：田中克哉[52]
- マキューシオ：小野寺俊[53]
- ステラ：おなか☆すいたろう[54]
- 凛花：奈良岡史也[55]
- シュネー：田中健太郎[56]
- リュンヌ：犬塚達都[57]
- ヨーゼフ：関海人[58]
- 料理長：金井勝実[59]
- エリーゼ：武田あいか[60]
- カイの母：稀咲ここ[61]
- 源三：西村尚恭[62]
- オブライエン：河内耕史[63]

#### スタッフ（2021年）
- 原作：やしろ『白豚貴族ですが前世の記憶が生えたのでひよこな弟育てます』（TOブックス刊）
- 原作イラスト：keepout
- 漫画：よこわけ（藤丘ようこ）
- 脚本：沙川りさ
- 演出：黒田勇樹
- 舞台監督：吉川尚志（劇団SURF SHOP）
- 音響：iland.va
- 照明：今中一成
- 照明オペ：嶌田香恵
- 美術：新海雄大
- 衣装：真野真由美・GOLDEN STEPS衣装部
- 殺陣師：桐山トモユキ（TEAM風雷Bow）
- 振付：稀咲ここ（GOLDEN STEPS）
- 演出助手：一色史
- 撮影：渡邉和弘
- デザイン：伊藤博樹（合同会社イトウワークス）
- デザイン協力：立花みず季
- 制作協力：中山みずき（劇団25.6時間）
- キャスティング協力：幸音（wordleafproject）
- 制作・票券：株式会社Thavman
- プロデューサー：神田明子
- 企画協力：MARCOT
- 主催：TOブックス

### 2023年公演
2023年10月18日 - 22日（全8公演）、CBGKシブゲキ!!。

#### キャスト（2023年）
- 鳳蝶：高岡薫[65]
- レグルス：藤松宙愛[65]
- アレクセイ・ロマノフ：鳳翔大[65]
- 百華公主：石井美絵子[65]
- 宇都宮アリス：安藤千伽奈[65]
- ヴィクトル・ショスタコーヴィッチ：大森莉緒[65]
- イラリオーン・ルビンスキー：篠原望[65]
- イゴール：真宮涼[65]
- ロッテンマイヤー：桜井理衣[65]
- 奏：中島明子[65]
- マリア・クロウ：都築里佳[65]
- 源三：八音[65]
- エルザ：詩月かりん[65]
- エリーゼ：花沢詩織[65]
- アンサンブルキャスト：林杏優[65]、稲田有梨[65]

#### スタッフ（2023年）
- 原作：やしろ「白豚貴族ですが前世の記憶が生えたのでひよこな弟育てます」（TOブックス）[65]
- 原作イラスト：keepout[65]
- マンガ：よこわけ（藤丘ようこ）[65]
- 脚本：沙川りさ[65]
- 演出：野元凖也[65]
- プロデューサー：神田明子
- 製作：TOブックス企画製作部
- 舞台監督：中島透
- 美術：荒川真央香
- 音響：星知輝
- 照明：樋口かほる（六工房）

### 2025年公演
2025年7月2日～7月11日に中目黒キンケロ・シアターで公演予定。

#### キャスト（2025年）
- 菊乃井鳳蝶：菅原りこ
- 菊乃井・レグルス・バーンシュタイン：岩田陽菜
- アレクセイ・ロマノフ：麻央侑希
- ロッテンマイヤー：石井陽菜
- 宇都宮アリス：佐藤遥
- イラリオーン・ルビンスキー：吉宮瑠織
- ヴィクトル・ショスタコーヴィッチ：英城凛空（風男塾）
- キアラ：佐藤妃星
- ユウリ：阿久津友理
- エリーゼ：有井ちえ
- ヨーゼフ：田中那実
- ぴよちゃん：深川瑠華
- セバスチャン：凰紫丈源（風男塾）
- 鳳蝶の母：ゆゆ・THE・エクスカリバー（アイオケ）
- ヒメル：蒼生みなみ
- 凛花：川原美咲
- シュネー：城崎桃華
- リュンヌ：熊里あかり（Bloom Lab.）
- ステラ：櫻葉あんな（vVibe!）
- 百華公主：浜浦彩乃

#### スタッフ（2025年）
- 演出：野元凖也
- 美術：はじり孝奈（obbligato）
- 衣裳：亀井美緒
- ヘアメイク：ビューティ★佐口・鈴木愛（OFFICE BEAUTY）

## テレビアニメ
2025年4月20日から動画ストリーミングサービス・ABEMAにて配信中。
同年7月からはTOKYO MXほかにて放送中。略称は「しろひよ」。
本作品はテレビ放送よりも1クール先行でABEMAでの独占配信を実施するという異例の形をとっている。これについて、ライターのまわるまがりはウェブメディア「TRILL」における自身の記事で、「アニメ視聴に新しい風を吹かせたように思う。配信でアニメを視聴する近年の流れを加速させるきっかけにもなるだろう。」と評している。この施策と内容の評価を受けて、ABEMAにおける2025年5月20日の配信ランキングでは、『勘違いの工房主〜英雄パーティの元雑用係が、実は戦闘以外がSSSランクだったというよくある話〜』『薬屋のひとりごと』（第2期）に次いで第3位となった。

### スタッフ（テレビアニメ）
- 原作 - やしろ[7]
- 原作イラスト - keepout[7]
- 漫画 - よこわけ[7]
- 監督 - 佐藤まさふみ[7]
- シリーズ構成 - 広田光毅[7]
- キャラクターデザイン - 宮川知子[7]
- プロップデザイン - 渕脇泰賀、西本成司
- 美術設定・美術監督 - 三原伸明
- 美術ボード - 越膳滝美
- 色彩設計 - 勝田綾太、山本真希
- 特殊効果・2Dワークス - サンダービレッジラボ
- 撮影監督 - 坂井慎太郎
- 編集 - 山田健太郎
- 音響監督 - 渡辺淳
- 音響効果 - 白石唯果
- 音響制作 - 神南スタジオ
- 音楽 - 桶狭間ありさ[7]
- 音楽プロデューサー - 田中拓也
- チーフプロデューサー - 小山倫良、江波戸憲司、吉武真太郎、寺内勇美、長嶋篤史
- プロデューサー - 木間塚律輝、蜷川幸奈、原田零
- アニメーションプロデューサー - 武藤伸和
- アニメーション制作 - スタジオコメット[7]
- 製作 - しろひよ製作委員会

### 主題歌
「口直し」
和ぬかによるオープニングテーマ。作詞・作曲は和ぬか、編曲は100回嘔吐と和ぬか。
「まだ知らないストーリー」
Ms.OOJAによるエンディングテーマ。作詞はMs.OOJA、作曲・編曲はGOZZi。
「野ばら」
菊乃井鳳蝶（久野美咲）による第1話・第7話・第12話の劇中歌。
「ハバネラ」
菊乃井鳳蝶（久野美咲）による第2話の劇中歌。
「帝国よ、そは永遠の楽土なり」
マリア・クロウ（安野希世乃）による第7話と第9話の劇中歌。作詞は肇、作曲・編曲は桶狭間ありさ。

### 各話リスト
| 話数 | サブタイトル                              | 脚本     | 絵コンテ     | 演出         | 作画監督                                                                   | 総作画監督                          | 配信日         | 初放送日      |
| ---- | ----------------------------------------- | -------- | ------------ | ------------ | -------------------------------------------------------------------------- | ----------------------------------- | -------------- | ------------- |
| #01  | 前世の記憶が生えました                    | 広田光毅 | 佐藤まさふみ | 佐藤まさふみ | 加藤壮 Na Yumin                                                            | 宮川知子                            | 2025年 4月20日 | 2025年 7月6日 |
| #02  | 弟と初対面しました                        | 広田光毅 | 大宙征基     | 秦義人       | Kim Sooho Lee Sungjae nghimeP                                              | 鈴木光                              | 2025年 4月20日 | 7月13日       |
| #03  | 菊乃井さんちの家庭の事情                  | 金杉弘子 | のなかかずみ | 前園文夫     | 加藤壮 Son Kilyoung Park Mihyun Kim Hyunah、Ryu Hyunjin ペンギンキャノン   | 野本正幸                            | 4月27日        | 7月20日       |
| #04  | 弟に折り鶴、 私に茶碗蒸しを作ってみました | 広田光毅 | 大宙征基     | 深谷由里香   | 佐藤優美 Kim Myoungsim nghimeP                                             | 鈴木光 高橋はつみ                   | 5月4日         | 7月27日       |
| #05  | 私、あまり長生きできない気がします        | 金杉弘子 | 紫苑         | 鈴木恭兵     | 佐藤優美 Kim Myoungsim Min Hyunsuk Lee Seunghee nghimeP                    | 高橋はつみ                          | 5月11日        | 8月3日        |
| #06  | 私の刺繍が売れました                      | 広田光毅 | 渡辺健一郎   | 渡辺健一郎   | 加藤壮 飯田清貴 時矢義則                                                   | 鈴木光                              | 5月18日        | 8月10日       |
| #07  | 帝都へ魔術で行ってきます                  | 広田光毅 | 葛谷直行     | 前園文夫     | 佐藤優美 Kim Suho Kim Myoungsim Min Hyunsuk Lee Seunghee Ahn Minmi nghimeP | 鈴木光 野本正幸                     | 5月25日        | 8月17日       |
| #08  | は、はじめてお目にかかりますっ！          | 金杉弘子 | 紫苑         | 布施康之     | Kim Myoungsim Kim Sooho Lee Sungjae Na Yumin nghimeP                       | 宮川知子 野本正幸                   | 6月1日         | -             |
| #09  | 帝国一の歌姫、誕生です！                  | 金杉弘子 | のなかかずみ | 深谷由里香   | 加藤壮 飯田清貴 時矢義則 髙野友稀                                          | 高橋はつみ                          | 6月8日         | -             |
| #10  | 教えと真心で、胸が一杯です                | 広田光毅 | 紫苑         | 佐藤まさふみ | Zhao Xiaochuan Chen Lingling Jiang Haihua Li Weifeng                       | 鈴木光 野本正幸                     | 6月15日        | -             |
| #11  | ともだちできちゃいました                  | 金杉弘子 | 岩崎知子     | 徐恵眞       | 加藤壮 時矢義則 Kim Myoungsim Lee Sungja Na Yumin nghimeP                  | 宮川知子 野本正幸 鈴木光 高橋はつみ | 6月22日        | -             |
| #12  | 前世の記憶を生かして商談します            | 広田光毅 | 渡辺健一郎   | 渡辺健一郎   | 加藤壮 時矢義則 飯田清貴 髙野友稀 井村若菜                                 | 宮川知子 野本正幸 鈴木光 高橋はつみ | 6月29日        | -             |

### 放送局
| 放送期間        | 放送時間                     | 放送局     | 対象地域   | 備考                                 |
| --------------- | ---------------------------- | ---------- | ---------- | ------------------------------------ |
| 2025年7月6日 -  | 日曜 22:00 - 22:30           | TOKYO MX   | 東京都     |                                      |
| 2025年7月8日 -  | 火曜 2:29 - 2:59（月曜深夜） | 読売テレビ | 近畿広域圏 | 『MANPA』第2部                       |
| 2025年7月9日 -  | 水曜 0:00 - 0:30（火曜深夜） | BSフジ     | 日本全域   | BS/BS4K放送 / 『アニメギルド』枠     |
| 2025年7月11日 - | 金曜 21:00 - 21:30           | AT-X       | 日本全域   | CS放送 / 字幕放送 / リピート放送あり |

| 配信開始日                                     | 配信時間                | 配信サイト | 備考         |
| ---------------------------------------------- | ----------------------- | --- | ------------ |
| 2025年4月20日                                  | 日曜 20:00 - 20:30      | ABEMA アニメチャンネル | [ 注 3 ]     |
|                                                | 日曜 20:00 更新         | ABEMA | 無料独占配信 |
| 2025年7月6日                                   | 日曜 22:30 以降順次更新 | Prime Video Hulu DMM TV Google TV YouTube Lemino ひかりTV （本店・for docomo） J:COM STREAM TELASA milplus HAPPY!動画 dアニメストア バンダイチャンネル | 都度課金配信 |
| ABEMAではテレビ放送よりも1クール先行して配信。 |                         | |              |

### BD
| 巻 | 発売日            | 収録話    | 規格品番 |
| -- | ----------------- | --------- | -------- |
| 1  | 2025年11月7日予定 | #01 - #06 | HPXN-635 |
| 2  | 2025年12月3日予定 | #07 - #12 | HPXN-636 |